# Ballando con le stelle (diciannovesima edizione)
La diciannovesima edizione di Ballando con le stelle, prodotta da Ballandi Multimedia, è andata in onda in prima serata su Rai 1 dal 28 settembre al 21 dicembre 2024. Anche per questa edizione sono confermati alla conduzione Milly Carlucci con la partecipazione di Paolo Belli, così come tutti i membri della giuria, l’opinionista a bordo campo e i tribuni.
L'edizione vede il numero di puntate maggiore nella storia del programma (12) e nuovamente la presenza di tredici coppie gareggianti, a differenza della precedente edizione in cui erano state ridotte a dodici.
Come per le precedenti due edizioni, il programma è affiancato da due spin-off: la terza edizione di Ballando segreto, trasmessa in streaming su RaiPlay dal 27 settembre al 20 dicembre 2024, incentrato su contenuti inediti e di "dietro le quinte" dell'edizione, e la settima edizione di Ballando on the Road, trasmessa il sabato pomeriggio su Rai 1 dal 5 ottobre al 9 novembre 2024.
Viene inoltre riconfermata anche per questa edizione la possibilità per i tribuni Sara Di Vaira e Simone Di Pasquale, ex maestri del programma, di ripescare una coppia eliminata a testa grazie al meccanismo denominato "wild card".
Per la prima volta nella storia del programma si è verificato un caso di espulsione di uno dei ballerini professionisti: infatti, dopo la nona puntata Angelo Madonia, in gara come maestro di Federica Pellegrini, è stato escluso dalla competizione e sostituito da Samuel Peron per via di divergenze professionali emerse nel corso della trasmissione. In seguito, Peron, prima ancora di entrare in gara alla decima puntata, è stato costretto a ritirarsi a causa di un infortunio avvenuto il giorno prima della diretta, venendo quindi sostituito a sua volta da Pasquale La Rocca a seguito del ritiro anche della partner di quest’ultimo Nina Zilli. Federica Pellegrini è, dunque, la prima concorrente nella storia del programma ad aver gareggiato con tre ballerini: Angelo Madonia, Samuel Peron e Pasquale La Rocca.
L'edizione è stata vinta dalla coppia formata dall'attrice e conduttrice Bianca Guaccero e dal ballerino Giovanni Pernice.

## Cast

### Concorrenti
| VIP                  | Attività                                      | Insegnante          | Stato                |
| -------------------- | --------------------------------------------- | ------------------- | -------------------- |
| Bianca Guaccero      | Attrice e conduttrice televisiva              | Giovanni Pernice    | Vincitori            |
| Federica Pellegrini  | Ex nuotatrice                                 | Angelo Madonia      | Secondi classificati |
| Federica Pellegrini  | Ex nuotatrice                                 | Samuel Peron        | Secondi classificati |
| Federica Pellegrini  | Ex nuotatrice                                 | Pasquale La Rocca   | Secondi classificati |
| Federica Nargi       | Modella e showgirl                            | Luca Favilla        | Terzi classificati   |
| Anna Lou Castoldi    | Dj e attrice                                  | Nikita Perotti      | Quarti classificati  |
| Tommaso Marini       | Schermidore                                   | Sophia Berto        | Quarti classificati  |
| Luca Barbareschi     | Attore, regista, conduttore televisivo        | Alessandra Tripoli  | Quarti classificati  |
| Francesco Paolantoni | Attore e comico                               | Anastasia Kuzmina   | Eliminati            |
| Massimiliano Ossini  | Conduttore televisivo, scrittore              | Veera Kinnunen      | Eliminati            |
| Sonia Bruganelli     | Autrice e opinionista televisiva              | Carlo Valerio Aloia | Eliminati            |
| Furkan Palalı        | Attore                                        | Erica Martinelli    | Eliminati            |
| Alan Friedman        | Conduttore televisivo, scrittore, giornalista | Giada Lini          | Eliminati            |
| Nina Zilli           | Cantante                                      | Pasquale La Rocca   | Ritirati             |
| I Cugini di Campagna | Gruppo musicale                               | Rebecca Gabrielli   | Eliminati            |

### Giuria
- Ivan Zazzaroni
- Fabio Canino
- Carolyn Smith (presidente di giuria)
- Selvaggia Lucarelli
- Guillermo Mariotto[N 3]

### Opinionista
- Alberto Matano

### Tribuni (giuria popolare)
- Rossella Erra
- Simone Di Pasquale
- Sara Di Vaira

## Tabellone
Legenda
     Salvi
     Conquistano il tesoretto
     Prima coppia in classifica, ottengono bonus per la puntata successiva
     Ultima coppia in classifica, ottengono malus per la puntata successiva
     Salvati dal pubblico allo spareggio
     Ripescati
     Ripescati grazie alla "wild card", ottengono malus per la puntata successiva
     Eliminati provvisoriamente
     Eliminati definitivamente
     La coppia si ritira dalla competizione
     La coppia si ritira momentaneamente dalla competizione
     Primi 2 tra i ripescandi, accedono allo spareggio per rientrare in gara
     Salvi e in gara, ma non partecipano alla manche
     Non gareggiano nella puntata
| Concorrente          | Ballerino/a                                   | Puntate | Puntate | Puntate | Puntate | Puntate         | Puntate        | Puntate         | Puntate | Puntate | Puntate         | Puntate         | Puntate         | Puntate         | Puntate                     | Puntate                     | Puntate                     | Puntate                     | Puntate         | Puntate         | Puntate      | Puntate | Puntate         |
| Concorrente          | Ballerino/a                                   | 1ª      | 1ª      | 2ª      | 2ª      | 3ª              | 3ª             | 4ª              | 5ª      | 5ª      | 6ª              | 7ª              | 8ª              | 9ª              | 1ª Semifinale e Ripescaggio | 1ª Semifinale e Ripescaggio | 1ª Semifinale e Ripescaggio | 1ª Semifinale e Ripescaggio | 2ª Semifinale   | 2ª Semifinale   | Finale       | Finale  | Finale          |
| -------------------- | --------------------------------------------- | ------- | ------- | ------- | ------- | --------------- | -------------- | --------------- | ------- | ------- | --------------- | --------------- | --------------- | --------------- | --------------------------- | --------------------------- | --------------------------- | --------------------------- | --------------- | --------------- | ------------ | ------- | --------------- |
| Bianca Guaccero      | Giovanni Pernice                              | Salvi   | Primi   | Salvi   | Primi   | Salvi           | Salvi          | Salvi           | Salvi   | Salvi   | Salvi           | Salvi           | Salvi           | Salvi           | In gara                     | In gara                     | Salvi                       | Salvi                       | Salvi           | Primi           | Salvi (80%)  | Salvi   | Vincitori (61%) |
| Federica Pellegrini  | Angelo Madonia/Samuel Peron/Pasquale La Rocca | Salvi   | Salvi   | Salvi   | Salvi   | Salvi           | Salvi          | Salvi           | Salvi   | Salvi   | Salvi           | Salvi           | Salvi           | Salvi           | In gara                     | In gara                     | Salvi                       | Primi                       | Salvi           | Salvi           | Salvi (75%)  | Salvi   | Secondi (39%)   |
| Federica Nargi       | Luca Favilla                                  | Salvi   | Salvi   | Salvi   | Salvi   | Salvi           | Salvi          | Salvi           | Salvi   | Salvi   | Salvi           | Salvi           | Salvi           | Salvi           | In gara                     | In gara                     | Salvi                       | Salvi                       | Salvi           | Salvi           | Salvi (56%)  | Terzi   |                 |
| Anna Lou Castoldi    | Nikita Perotti                                | Salvi   | Salvi   | Salvi   | Salvi   | Salvi           | Salvi          | Salvi           | Salvi   | Primi   | Salvi           | Salvi           | Ultimi 3 (42%)  | Salvi           | In gara                     | In gara                     | Salvi                       | Salvi                       | Salvi           | Salvi           | Quarti (44%) |         |                 |
| Tommaso Marini       | Sophia Berto                                  | Salvi   | Salvi   | Salvi   | Salvi   | Salvi           | Salvi          | Salvi           | Salvi   | Salvi   | Salvi           | Salvi           | Salvi           | Ultimi 3 (46%)  | In gara                     | In gara                     | Salvi                       | Salvi                       | Ultimi 3 (44%)  | Ultimi 3 (44%)  | Quarti (20%) |         |                 |
| Luca Barbareschi     | Alessandra Tripoli                            | Salvi   | Salvi   | Salvi   | Salvi   | Salvi           | Salvi          | Salvi           | Salvi   | Salvi   | Salvi           | Salvi           | Salvi           | Salvi           | In gara                     | In gara                     | Salvi                       | Salvi                       | Eliminati (21%) | Ripescati       | Quarti (25%) |         |                 |
| Francesco Paolantoni | Anastasia Kuzmina                             | Salvi   | Salvi   | Salvi   | Salvi   | Salvi           | Salvi          | Salvi           | Salvi   | Salvi   | Salvi           | Salvi           | Ultimi 3 (39%)  | Eliminati (24%) | Tesoretto                   | Primi 2                     | Ripescati (55%)             | Ripescati (55%)             | Eliminati (35%) | Eliminati (35%) |              |         |                 |
| Massimiliano Ossini  | Veera Kinnunen                                | Salvi   | Salvi   | Salvi   | Salvi   | Salvi           | Salvi          | Salvi           | Salvi   | Salvi   | Salvi           | Ultimi 3 (46%)  | Salvi           | Eliminati (30%) | Tesoretto                   | Primi 2                     | Eliminati (45%)             | Eliminati (45%)             |                 |                 |              |         |                 |
| Sonia Bruganelli     | Carlo Valerio Aloia                           | Salvi   | Salvi   | Salvi   | Salvi   | Eliminati (41%) | Ripescati      | Ultimi 2 (57%)  | Salvi   | Salvi   | Ultimi 2 (64%)  | Ultimi 3 (36%)  | Eliminati (19%) |                 | Eliminati                   | Eliminati                   |                             |                             |                 |                 |              |         |                 |
| Furkan Palalı        | Erica Martinelli                              | Salvi   | Salvi   | Salvi   | Salvi   | Salvi           | Salvi          | Salvi           | Salvi   | Salvi   | Salvi           | Eliminati (18%) |                 |                 | Eliminati                   | Eliminati                   |                             |                             |                 |                 |              |         |                 |
| Alan Friedman        | Giada Lini                                    | Salvi   | Salvi   | Salvi   | Salvi   | Ultimi 2 (59%)  | Ultimi 2 (59%) | Salvi           | Salvi   | Salvi   | Eliminati (36%) |                 |                 |                 | Eliminati                   | Eliminati                   |                             |                             |                 |                 |              |         |                 |
| Nina Zilli           | Pasquale La Rocca                             | Salvi   | Salvi   | Salvi   | Primi   | Salvi           | Salvi          | Salvi           | Salvi   | Salvi   | Ritirati        |                 |                 |                 | Ritirati                    | Ritirati                    |                             |                             |                 |                 |              |         |                 |
| I Cugini di Campagna | Rebecca Gabrielli                             | Salvi   | Salvi   | Salvi   | Salvi   | Salvi           | Salvi          | Eliminati (43%) |         |         |                 |                 |                 |                 | Eliminati                   | Eliminati                   |                             |                             |                 |                 |              |         |                 |

## Dettaglio puntate

### Prima puntata
- Data: 28 settembre 2024
- Ballerine per una notte:  Nazionale di pallavolo femminile dell'Italia (Myriam Sylla, Alessia Orro, Marina Lubian, Monica De Gennaro, Sarah Fahr e Anna Danesi) e Giuliana Chiara Filippi
- Svolgimento: Le coppie si sfidano su un ballo preparato precedentemente per ottenere il punteggio più alto possibile per salvarsi. Al termine della serata viene svelato che la coppia prima in classifica (voto giuria + votazioni del pubblico tramite i social), vincitrice della serata, ottiene +30 punti di bonus per la prossima puntata.

#### Gara di puntata
Legenda:
     La coppia ottiene un bonus di +30 punti per la puntata successiva
| Ordine di uscita | Concorrenti                              | Ballo eseguito | Voto Giuria | Voto Giuria | Voto Giuria | Voto Giuria | Voto Giuria | Punti bonus/malus | Totale punteggio tecnico |
| Ordine di uscita | Concorrenti                              | Ballo eseguito | Zazzaroni   | Canino      | Smith       | Lucarelli   | Mariotto    | Punti bonus/malus | Totale punteggio tecnico |
| ---------------- | ---------------------------------------- | -------------- | ----------- | ----------- | ----------- | ----------- | ----------- | ----------------- | ------------------------ |
| 10               | Luca Barbareschi e Alessandra Tripoli    | Boogie         | 7           | 7           | 6           | 10          | 8           | +30 (tesoretto)   | 68                       |
| 11               | Federica Pellegrini e Angelo Madonia     | Jive           | 7           | 5           | 4           | 4           | 4           | +30 (tesoretto)   | 54                       |
| 9                | Nina Zilli e Pasquale La Rocca           | Quickstep      | 9           | 8           | 6           | 8           | 10          | -                 | 41                       |
| 13               | Bianca Guaccero e Giovanni Pernice       | Samba          | 9           | 8           | 6           | 7           | 7           | -                 | 37                       |
| 12               | Tommaso Marini e Sophia Berto            | Salsa          | 8           | 6           | 6           | 7           | 8           | -                 | 35                       |
| 5                | Anna Lou Castoldi e Nikita Perotti       | Cha cha        | 7           | 6           | 4           | 9           | 8           | -                 | 34                       |
| 2                | Federica Nargi e Luca Favilla            | Salsa          | 8           | 7           | 6           | 7           | 5           | -                 | 33                       |
| 6                | Alan Friedman e Giada Lini               | Slowfox        | 5           | 5           | 4           | 7           | 5           | -                 | 26                       |
| 1                | Francesco Paolantoni e Anastasia Kuzmina | Charleston     | 7           | 6           | 4           | 5           | 2           | -                 | 24                       |
| 4                | Massimiliano Ossini e Veera Kinnunen     | Tango          | 5           | 5           | 4           | 5           | 4           | -                 | 23                       |
| 7                | Sonia Bruganelli e Carlo Valerio Aloia   | Bachata        | 5           | 5           | 5           | 4           | 3           | -                 | 22                       |
| 3                | I Cugini di Campagna e Rebecca Gabrielli | Bachata        | 5           | 5           | 3           | 2           | 3           | -                 | 18                       |
| 8                | Furkan Palalı e Erica Martinelli         | Tango          | 4           | 4           | 3           | 3           | 3           | -                 | 17                       |

### Seconda puntata
- Data: 5 ottobre 2024
- Ballerina per una notte: Barbara D'Urso
- Svolgimento: Le coppie si sfidano su un ballo preparato precedentemente per ottenere il punteggio più alto possibile per salvarsi. Al termine della serata viene svelato che le due coppie prime in classifica (voto giuria + votazioni del pubblico tramite i social), vincitrici della serata, ottengono +20 punti di bonus per la prossima puntata.

#### Gara di puntata
Legenda:
     La coppia ottiene un bonus di +20 punti per la puntata successiva
| Ordine di uscita | Concorrenti                              | Ballo eseguito | Voto Giuria | Voto Giuria | Voto Giuria | Voto Giuria | Voto Giuria | Punti bonus/malus | Totale punteggio tecnico |
| Ordine di uscita | Concorrenti                              | Ballo eseguito | Zazzaroni   | Canino      | Smith       | Lucarelli   | Mariotto    | Punti bonus/malus | Totale punteggio tecnico |
| ---------------- | ---------------------------------------- | -------------- | ----------- | ----------- | ----------- | ----------- | ----------- | ----------------- | ------------------------ |
| 8                | Bianca Guaccero e Giovanni Pernice       | Salsa          | 10          | 9           | 10          | 10          | 9           | +30 (bonus)       | 78                       |
| 12               | Nina Zilli e Pasquale La Rocca           | Valzer         | 10          | 9           | 9           | 9           | 10          | +25 (tesoretto)   | 72                       |
| 7                | Anna Lou Castoldi e Nikita Perotti       | Jive           | 8           | 6           | 5           | 9           | 10          | +24 (tesoretto)   | 62                       |
| 9                | Luca Barbareschi e Alessandra Tripoli    | Charleston     | 8           | 8           | 9           | 9           | 10          | -                 | 44                       |
| 1                | Federica Nargi e Luca Favilla            | Cha cha        | 9           | 7           | 5           | 8           | 8           | -                 | 37                       |
| 10               | Federica Pellegrini e Angelo Madonia     | Tango          | 7           | 7           | 4           | 6           | 8           | -                 | 32                       |
| 5                | Alan Friedman e Giada Lini               | Quickstep      | 7           | 6           | 4           | 6           | 8           | -                 | 31                       |
| 11               | Tommaso Marini e Sophia Berto            | Boogie         | 7           | 7           | 4           | 5           | 6           | -                 | 29                       |
| 2                | Massimiliano Ossini e Veera Kinnunen     | Rumba          | 6           | 6           | 3           | 4           | 4           | -                 | 23                       |
| 13               | Francesco Paolantoni e Anastasia Kuzmina | Boogie         | 6           | 6           | 4           | 4           | 3           | -                 | 23                       |
| 6                | I Cugini di Campagna e Rebecca Gabrielli | Samba          | 5           | 5           | 3           | 4           | 2           | -                 | 19                       |
| 3                | Sonia Bruganelli e Carlo Valerio Aloia   | Charleston     | 4           | 4           | 4           | 3           | 3           | -                 | 18                       |
| 4                | Furkan Palalı e Erica Martinelli         | Rumba          | 4           | 4           | 2           | 6           | 1           | -                 | 17                       |

### Terza puntata
- Data: 12 ottobre 2024
- Ballerini per una notte: Fabio Caressa e Benedetta Parodi
- Svolgimento: Le coppie si sfidano su un ballo preparato precedentemente per ottenere il punteggio più alto possibile per salvarsi. Le due coppie ultime in classifica (voto giuria + votazioni del pubblico tramite i social) dovranno affrontare lo spareggio di eliminazione.

#### Gara di puntata
Legenda:
     La coppia dovrà affrontare lo spareggio in testa alla puntata successiva
| Ordine di uscita | Concorrenti                              | Ballo eseguito | Voto Giuria | Voto Giuria | Voto Giuria | Voto Giuria | Voto Giuria | Punti bonus/malus           | Totale punteggio tecnico |
| Ordine di uscita | Concorrenti                              | Ballo eseguito | Zazzaroni   | Canino      | Smith       | Lucarelli   | Mariotto    | Punti bonus/malus           | Totale punteggio tecnico |
| ---------------- | ---------------------------------------- | -------------- | ----------- | ----------- | ----------- | ----------- | ----------- | --------------------------- | ------------------------ |
| 12               | Bianca Guaccero e Giovanni Pernice       | Moderno        | 10          | 10          | 10          | 10          | 10          | +20 (bonus) +25 (tesoretto) | 95                       |
| 10               | Luca Barbareschi e Alessandra Tripoli    | Rumba          | 9           | 9           | 10          | 10          | 10          | +25 (tesoretto)             | 73                       |
| 11               | Nina Zilli e Pasquale La Rocca           | Charleston     | 8           | 8           | 8           | 7           | 7           | +20 (bonus)                 | 58                       |
| 4                | Federica Nargi e Luca Favilla            | Valzer         | 10          | 9           | 9           | 8           | 10          | -                           | 46                       |
| 8                | Anna Lou Castoldi e Nikita Perotti       | Salsa          | 9           | 8           | 7           | 9           | 10          | -                           | 43                       |
| 13               | Tommaso Marini e Sophia Berto            | Paso doble     | 9           | 9           | 8           | 6           | 9           | -                           | 41                       |
| 9                | Federica Pellegrini e Angelo Madonia     | Valzer         | 8           | 8           | 8           | 7           | 9           | -                           | 40                       |
| 6                | I Cugini di Campagna e Rebecca Gabrielli | Rumba          | 5           | 6           | 5           | 7           | 10          | -                           | 33                       |
| 7                | Alan Friedman e Giada Lini               | Valzer         | 6           | 6           | 5           | 7           | 5           | -                           | 29                       |
| 5                | Sonia Bruganelli e Carlo Valerio Aloia   | Slowfox        | 6           | 6           | 6           | 4           | 5           | -                           | 27                       |
| 1                | Massimiliano Ossini e Veera Kinnunen     | Valzer         | 5           | 5           | 4           | 5           | 3           | -                           | 22                       |
| 2                | Furkan Palalı e Erica Martinelli         | Paso doble     | 5           | 5           | 4           | 6           | 0           | -                           | 20                       |
| 3                | Francesco Paolantoni e Anastasia Kuzmina | Salsa          | 4           | 4           | 3           | 1           | 0           | -                           | 12                       |

Spareggio: Lo spareggio tra le due coppie ultime in classifica si tiene in testa alla quarta puntata.

### Quarta puntata
- Data: 19 ottobre 2024
- Ballerino per una notte: Raoul Bova

#### Spareggio
Si svolge lo spareggio tra le due coppie ultime in classifica (voto giuria + votazioni del pubblico tramite i social). La coppia meno votata sarà eliminata provvisoriamente e andrà al ripescaggio che si svolgerà nelle prossime puntate. La coppia Sonia Bruganelli-Carlo Aloia, che ha perso lo spareggio, viene però salvata grazie alla "wild card" di Sara di Vaira e accede alla puntata con un malus di -20 punti.
| Ordine di uscita | Concorrenti                            | Ballo eseguito | Voto del pubblico | Esito                                                                        |
| ---------------- | -------------------------------------- | -------------- | ----------------- | ---------------------------------------------------------------------------- |
| 1                | Alan Friedman e Giada Lini             | Quickstep      | 59%               | Salvi                                                                        |
| 2                | Sonia Bruganelli e Carlo Valerio Aloia | Bachata        | 41%               | Eliminati provvisoriamente, salvati grazie alla "wild card" di Sara Di Vaira |

#### Gara di puntata
Svolgimento: Le coppie si sfidano su un ballo preparato precedentemente per ottenere il punteggio più alto possibile per salvarsi. Le due coppie ultime in classifica (voto della giuria + + votazioni del pubblico tramite i social) dovranno affrontare lo spareggio di eliminazione.
Legenda:
     La coppia dovrà affrontare lo spareggio al termine della puntata 
| Ordine di uscita | Concorrenti                              | Ballo eseguito | Voto Giuria | Voto Giuria | Voto Giuria | Voto Giuria | Voto Giuria | Punti bonus/malus | Totale punteggio tecnico |
| Ordine di uscita | Concorrenti                              | Ballo eseguito | Zazzaroni   | Canino      | Smith       | Lucarelli   | Mariotto    | Punti bonus/malus | Totale punteggio tecnico |
| ---------------- | ---------------------------------------- | -------------- | ----------- | ----------- | ----------- | ----------- | ----------- | ----------------- | ------------------------ |
| 12               | Nina Zilli e Pasquale La Rocca           | Slowfox        | 8           | 9           | 8           | 8           | 10          | + 25 (tesoretto)  | 68                       |
| 8                | Anna Lou Castoldi e Nikita Perotti       | Moderno        | 10          | 9           | 10          | 9           | 10          | -                 | 48                       |
| 11               | Bianca Guaccero e Giovanni Pernice       | Quickstep      | 10          | 10          | 10          | 9           | 8           | -                 | 47                       |
| 13               | Federica Nargi e Luca Favilla            | Jive           | 10          | 9           | 10          | 10          | 8           | -                 | 47                       |
| 7                | Alan Friedman e Giada Lini               | Cha cha        | 8           | 5           | 6           | 0           | 2           | + 25 (tesoretto)  | 46                       |
| 10               | Luca Barbareschi e Alessandra Tripoli    | Samba          | 10          | 9           | 10          | 9           | 7           | -                 | 45                       |
| 9                | Federica Pellegrini e Angelo Madonia     | Paso doble     | 8           | 8           | 7           | 7           | 9           | -                 | 39                       |
| 3                | Massimiliano Ossini e Veera Kinnunen     | Quickstep      | 7           | 7           | 6           | 9           | 10          | -                 | 39                       |
| 6                | Tommaso Marini e Sophia Berto            | Moderno        | 7           | 7           | 7           | 5           | 6           | -                 | 32                       |
| 1                | Furkan Palalı e Erica Martinelli         | Charleston     | 6           | 6           | 5           | 9           | 4           | -                 | 30                       |
| 5                | I Cugini di Campagna e Rebecca Gabrielli | Cha cha        | 5           | 5           | 5           | 2           | 3           | -                 | 20                       |
| 2                | Francesco Paolantoni e Anastasia Kuzmina | Moderno        | 6           | 5           | 4           | 0           | 4           | -                 | 19                       |
| 4                | Sonia Bruganelli e Carlo Valerio Aloia   | Valzer         | 7           | 7           | 6           | 6           | 5           | -20 (wild card)   | 11                       |

#### Spareggio
Si svolge lo spareggio tra le due coppie ultime in classifica (voto giuria + votazioni del pubblico tramite i social). La coppia meno votata sarà eliminata provvisoriamente e andrà al ripescaggio che si svolgerà nelle prossime puntate.
| Ordine di uscita | Concorrenti                              | Ballo eseguito | Voto del pubblico | Esito                      |
| ---------------- | ---------------------------------------- | -------------- | ----------------- | -------------------------- |
| 1                | I Cugini di Campagna e Rebecca Gabrielli | Paso doble     | 43%               | Eliminati provvisoriamente |
| 2                | Sonia Bruganelli e Carlo Valerio Aloia   | Merengue       | 57%               | Salvi                      |

### Quinta puntata
- Data: 26 ottobre 2024
- Ballerina per una notte: Elena Sofia Ricci
- Svolgimento: Le coppie si sfidano su un ballo preparato precedentemente col proprio maestro per ottenere il punteggio più alto possibile per salvarsi. Al termine della serata viene svelato che la coppia prima in classifica (voto giuria + votazioni del pubblico tramite i social), vincitrice della serata, ottiene +30 punti di bonus per la prossima puntata.

#### Gara di puntata
Legenda:
     La coppia ottiene un bonus di +30 punti per la puntata successiva
| Ordine di uscita | Concorrenti                              | Ballo eseguito  | Voto Giuria | Voto Giuria | Voto Giuria | Voto Giuria | Voto Giuria | Punti bonus/malus | Totale punteggio tecnico |
| Ordine di uscita | Concorrenti                              | Ballo eseguito  | Zazzaroni   | Canino      | Smith       | Lucarelli   | Mariotto    | Punti bonus/malus | Totale punteggio tecnico |
| ---------------- | ---------------------------------------- | --------------- | ----------- | ----------- | ----------- | ----------- | ----------- | ----------------- | ------------------------ |
| 7                | Anna Lou Castoldi e Nikita Perotti       | Charleston      | 10          | 10          | 10          | 9           | 10          | + 25 (tesoretto)  | 74                       |
| 9                | Federica Nargi e Luca Favilla            | Tango           | 9           | 9           | 9           | 9           | 8           | + 25 (tesoretto)  | 69                       |
| 11               | Bianca Guaccero e Giovanni Pernice       | Rumba           | 10          | 10          | 10          | 8           | 7           | -                 | 45                       |
| 6                | Luca Barbareschi e Alessandra Tripoli    | Quickstep       | 8           | 8           | 9           | 10          | 10          | -                 | 45                       |
| 10               | Federica Pellegrini e Angelo Madonia     | Charleston      | 9           | 8           | 9           | 9           | 9           | -                 | 44                       |
| 12               | Tommaso Marini e Sophia Berto            | Samba           | 9           | 7           | 7           | 9           | 10          | -                 | 44                       |
| 3                | Furkan Palalı e Erica Martinelli         | Salsa           | 6           | 7           | 6           | 7           | 10          | -                 | 36                       |
| 8                | Nina Zilli e Pasquale La Rocca           | Freestyle lento | 7           | 10          | 7           | 0           | 10          | -                 | 34                       |
| 5                | Francesco Paolantoni e Anastasia Kuzmina | Quickstep       | 6           | 6           | 6           | 7           | 8           | -                 | 33                       |
| 1                | Massimiliano Ossini e Veera Kinnunen     | Boogie          | 6           | 6           | 7           | 5           | 8           | -                 | 32                       |
| 4                | Sonia Bruganelli e Carlo Valerio Aloia   | Paso doble      | 7           | 7           | 7           | 6           | 5           | -                 | 32                       |
| 2                | Alan Friedman e Giada Lini               | Paso doble      | 5           | 4           | 5           | 2           | 0           | -                 | 16                       |

### Sesta puntata
- Data: 2 novembre 2024
- Ballerina per una notte: Edwige Fenech
- Svolgimento: Le coppie si sfidano su un ballo preparato precedentemente per ottenere il punteggio più alto possibile per salvarsi. Le due coppie ultime in classifica (voto giuria + votazioni del pubblico tramite i social) dovranno affrontare lo spareggio di eliminazione. La coppia formata da Nina Zilli e Pasquale La Rocca non si esibisce a causa di un infortunio e si ritira dalla competizione. Nina Zilli, prima di annunciare il ritiro, canta parti di due delle sue canzoni: "Sola" e "50 mila".

#### Gara di puntata
Legenda:
     La coppia dovrà affrontare lo spareggio al termine della puntata 
| Ordine di uscita | Concorrenti                              | Ballo eseguito  | Voto Giuria | Voto Giuria | Voto Giuria | Voto Giuria | Voto Giuria | Punti bonus/malus | Totale punteggio tecnico |
| Ordine di uscita | Concorrenti                              | Ballo eseguito  | Zazzaroni   | Canino      | Smith       | Lucarelli   | Mariotto    | Punti bonus/malus | Totale punteggio tecnico |
| ---------------- | ---------------------------------------- | --------------- | ----------- | ----------- | ----------- | ----------- | ----------- | ----------------- | ------------------------ |
| 6                | Anna Lou Castoldi e Nikita Perotti       | Tango argentino | 10          | 10          | 9           | 8           | 10          | +30 (bonus)       | 77                       |
| 11               | Bianca Guaccero e Giovanni Pernice       | Charleston      | 10          | 10          | 10          | 10          | 10          | +25 (tesoretto)   | 75                       |
| 2                | Massimiliano Ossini e Veera Kinnunen     | Paso doble      | 6           | 6           | 8           | 4           | 7           | +25 (tesoretto)   | 56                       |
| 8                | Federica Nargi e Luca Favilla            | Samba           | 10          | 10          | 10          | 10          | 10          | -                 | 50                       |
| 7                | Luca Barbareschi e Alessandra Tripoli    | Cha cha         | 10          | 10          | 10          | 9           | 10          | -                 | 49                       |
| 10               | Tommaso Marini e Sophia Berto            | Tango           | 9           | 9           | 8           | 8           | 10          | -                 | 44                       |
| 5                | Furkan Palalı e Erica Martinelli         | Valzer          | 7           | 8           | 8           | 8           | 10          | -                 | 41                       |
| 9                | Federica Pellegrini e Angelo Madonia     | Slowfox         | 8           | 7           | 7           | 7           | 9           | -                 | 38                       |
| 1                | Francesco Paolantoni e Anastasia Kuzmina | Jive            | 7           | 7           | 7           | 6           | 5           | -                 | 32                       |
| 4                | Sonia Bruganelli e Carlo Valerio Aloia   | Cha cha         | 6           | 5           | 6           | 4           | 4           | -                 | 25                       |
| 3                | Alan Friedman e Giada Lini               | Tango           | 6           | 5           | 6           | 4           | 3           | -                 | 24                       |

#### Spareggio
Si svolge lo spareggio tra le due coppie ultime in classifica (voto giuria + votazioni del pubblico tramite i social). La coppia meno votata sarà eliminata provvisoriamente e andrà al ripescaggio che si svolgerà nelle prossime puntate. 
| Ordine di uscita | Concorrenti                            | Ballo eseguito | Voto del pubblico | Esito                      |
| ---------------- | -------------------------------------- | -------------- | ----------------- | -------------------------- |
| 1                | Sonia Bruganelli e Carlo Valerio Aloia | Charleston     | 64%               | Salvi                      |
| 2                | Alan Friedman e Giada Lini             | Bachata        | 36%               | Eliminati provvisoriamente |

### Settima puntata
- Data: 9 novembre 2024
- Ballerini per una notte: Simona Ventura e Giovanni Terzi
- Svolgimento: Le coppie si sfidano su un ballo preparato precedentemente per ottenere il punteggio più alto possibile per salvarsi. Le tre coppie ultime in classifica (voto giuria + votazioni del pubblico tramite i social) dovranno affrontare lo spareggio di eliminazione.

#### Gara di puntata
Legenda:
     La coppia dovrà affrontare lo spareggio al termine della puntata
| Ordine di uscita | Concorrenti                              | Ballo eseguito | Voto Giuria | Voto Giuria | Voto Giuria | Voto Giuria | Voto Giuria | Punti bonus/malus | Totale punteggio tecnico |
| Ordine di uscita | Concorrenti                              | Ballo eseguito | Zazzaroni   | Canino      | Smith       | Lucarelli   | Mariotto    | Punti bonus/malus | Totale punteggio tecnico |
| ---------------- | ---------------------------------------- | -------------- | ----------- | ----------- | ----------- | ----------- | ----------- | ----------------- | ------------------------ |
| 5                | Federica Nargi e Luca Favilla            | Charleston     | 10          | 10          | 10          | 10          | 10          | +25 (tesoretto)   | 75                       |
| 8                | Bianca Guaccero e Giovanni Pernice       | Paso doble     | 9           | 9           | 10          | 9           | 7           | +25 (tesoretto)   | 69                       |
| 10               | Tommaso Marini e Sophia Berto            | Charleston     | 10          | 10          | 9           | 9           | 10          | -                 | 48                       |
| 9                | Federica Pellegrini e Angelo Madonia     | Salsa          | 9           | 10          | 7           | 9           | 10          | -                 | 45                       |
| 6                | Anna Lou Castoldi e Nikita Perotti       | Quickstep      | 9           | 9           | 8           | 8           | 10          | -                 | 44                       |
| 7                | Luca Barbareschi e Alessandra Tripoli    | Valzer         | 9           | 10          | 8           | 7           | 10          | -                 | 44                       |
| 2                | Francesco Paolantoni e Anastasia Kuzmina | Paso doble     | 6           | 7           | 7           | 7           | 8           | -                 | 35                       |
| 4                | Sonia Bruganelli e Carlo Valerio Aloia   | Tango          | 7           | 6           | 7           | 5           | 8           | -                 | 33                       |
| 1                | Massimiliano Ossini e Veera Kinnunen     | Samba          | 7           | 6           | 8           | 6           | 0           | -                 | 27                       |
| 3                | Furkan Palalı e Erica Martinelli         | Merengue       | 4           | 4           | 5           | 4           | 8           | -                 | 25                       |

#### Spareggio
Si svolge lo spareggio tra le tre coppie ultime in classifica (voto giuria + votazioni del pubblico tramite i social). La coppia meno votata sarà eliminata provvisoriamente e andrà al ripescaggio che si svolgerà nelle prossime puntate. 
| Ordine di uscita | Concorrenti                            | Ballo eseguito | Voto del pubblico | Esito                      |
| ---------------- | -------------------------------------- | -------------- | ----------------- | -------------------------- |
| 1                | Sonia Bruganelli e Carlo Valerio Aloia | Cha cha        | 36%               | Salvi                      |
| 2                | Massimiliano Ossini e Veera Kinnunen   | Salsa          | 46%               | Salvi                      |
| 3                | Furkan Palalı e Erica Martinelli       | Bachata        | 18%               | Eliminati provvisoriamente |

### Ottava puntata
- Data: 16 novembre 2024
- Ballerini per una notte: Elettra Lamborghini, Massimiliano Gallo
- Svolgimento: Dopo una prima manche per potersi aggiudicare punti bonus, le coppie si sfidano su un ballo preparato precedentemente per ottenere il punteggio più alto possibile per salvarsi. Le tre coppie ultime in classifica (voto giuria + votazioni del pubblico tramite i social) dovranno affrontare lo spareggio di eliminazione.

#### Prima manche - Prova speciale
I concorrenti dedicano una coreografia ad una persona cara; la giuria stila una classifica, assegnando 30, 20 e 10 punti rispettivamente al primo, secondo e terzo classificato.
| Ordine di uscita | Concorrenti                               | Parente              | Classifica |
| ---------------- | ----------------------------------------- | -------------------- | ---------- |
| 5                | Federica Nargi e Luca Favilla             | la nonna Giovanna    | +30 punti  |
| 3                | Bianca Guaccero e Giovanni Pernice        | il papà Ettore       | +20 punti  |
| 9                | Massimiliano Ossini e Veera Kinnunen      | la sua famiglia      | +10 punti  |
| 1                | Luca Barbareschi e Alessandra Tripoli     | la sorella Valentina | -          |
| 2                | Sonia Bruganelli e Carlo Valerio Aloia    | il figlio Davide     | -          |
| 4                | Federica Pellegrini e Angelo Madonia      | il marito Matteo     | -          |
| 6                | Tommaso Marini e Sofia Berto              | sé stesso            | -          |
| 7                | Francesco Paolantoni e Anastasia Kuz'mina | la sorella Tina      | -          |
| 8                | Anna Lou Castoldi e Nikita Perotti        | la nonna Daria       | -          |

#### Seconda manche - Gara di puntata
Legenda:
     La coppia dovrà affrontare lo spareggio in testa alla puntata successiva
| Ordine di uscita | Concorrenti                              | Ballo eseguito  | Voto Giuria | Voto Giuria | Voto Giuria | Voto Giuria | Voto Giuria | Punti bonus/malus    | Totale punteggio tecnico |
| Ordine di uscita | Concorrenti                              | Ballo eseguito  | Zazzaroni   | Canino      | Smith       | Lucarelli   | Mariotto    | Punti bonus/malus    | Totale punteggio tecnico |
| ---------------- | ---------------------------------------- | --------------- | ----------- | ----------- | ----------- | ----------- | ----------- | -------------------- | ------------------------ |
| 5                | Federica Nargi e Luca Favilla            | Tango argentino | 10          | 10          | 10          | 10          | 10          | +30 (prova speciale) | 80                       |
| 4                | Luca Barbareschi e Alessandra Tripoli    | Foxtrot         | 9           | 10          | 10          | 9           | 10          | +30 (tesoretto)      | 78                       |
| 6                | Federica Pellegrini e Angelo Madonia     | Showdance       | 9           | 8           | 8           | 9           | 9           | +30 (tesoretto)      | 73                       |
| 8                | Bianca Guaccero e Giovanni Pernice       | Showdance       | 10          | 10          | 10          | 9           | 8           | +20 (prova speciale) | 67                       |
| 3                | Massimiliano Ossini e Veera Kinnunen     | Jive            | 8           | 8           | 10          | 8           | 10          | +10 (prova speciale) | 54                       |
| 7                | Tommaso Marini e Sophia Berto            | Rumba           | 9           | 9           | 9           | 9           | 10          | -                    | 46                       |
| 9                | Francesco Paolantoni e Anastasia Kuzmina | Slowfox         | 5           | 5           | 4           | 6           | 10          | -                    | 30                       |
| 2                | Anna Lou Castoldi e Nikita Perotti       | Samba           | 7           | 7           | 6           | 5           | 4           | -                    | 29                       |
| 1                | Sonia Bruganelli e Carlo Valerio Aloia   | Rumba           | 5           | 4           | 5           | 4           | 3           | -                    | 21                       |

Spareggio: Lo spareggio tra le tre coppie ultime in classifica si tiene in testa alla nona puntata.

### Nona puntata
- Data: 23 novembre 2024
- Ballerino per una notte: Alberto Matano

#### Spareggio
Si svolge lo spareggio tra le tre coppie ultime in classifica (voto giuria + votazioni del pubblico tramite i social). La coppia meno votata sarà eliminata provvisoriamente e andrà al ripescaggio che si svolgerà nelle prossime puntate. 
| Ordine di uscita | Concorrenti                              | Ballo eseguito | Voto del pubblico | Esito                      |
| ---------------- | ---------------------------------------- | -------------- | ----------------- | -------------------------- |
| 1                | Francesco Paolantoni e Anastasia Kuzmina | Paso doble     | 39%               | Salvi                      |
| 2                | Anna Lou Castoldi e Nikita Perotti       | Salsa          | 42%               | Salvi                      |
| 3                | Sonia Bruganelli e Carlo Valerio Aloia   | Tango          | 19%               | Eliminati provvisoriamente |

#### Prima manche - Prova speciale
I concorrenti, senza l'ausilio dei loro maestri, si esibiscono in una prova speciale a tema, in cui devono riconoscere il ritmo musicale eseguito dall'orchestra e improvvisare una performance: al termine la presidentessa della giuria stila una classifica, assegnando 30, 20 e 10 punti rispettivamente al primo, secondo e terzo classificato che verranno aggiunti come bonus alla manche successiva.
| Ordine di uscita | Concorrenti          | Ballo da riconoscere e improvvisare | Classifica |
| ---------------- | -------------------- | ----------------------------------- | ---------- |
| 6                | Federica Nargi       | Salsa                               | +30 punti  |
| 4                | Federica Pellegrini  | Charleston                          | +20 punti  |
| 2                | Luca Barbareschi     | Boogie                              | +10 punti  |
| 8                | Anna Lou Castoldi    | Cha cha                             | -          |
| 1                | Bianca Guaccero      | Samba                               | -          |
| 7                | Francesco Paolantoni | Jive                                | -          |
| 3                | Massimiliano Ossini  | Paso doble                          | -          |
| 5                | Tommaso Marini       | Paso doble                          | -          |

#### Seconda manche - Gara di puntata
Legenda:
     La coppia dovrà affrontare lo spareggio al termine della puntata
| Ordine di uscita | Concorrenti                              | Ballo eseguito  | Voto Giuria | Voto Giuria | Voto Giuria | Voto Giuria | Voto Giuria | Punti bonus/malus                    | Totale punteggio tecnico |
| Ordine di uscita | Concorrenti                              | Ballo eseguito  | Zazzaroni   | Canino      | Smith       | Lucarelli   | Mariotto    | Punti bonus/malus                    | Totale punteggio tecnico |
| ---------------- | ---------------------------------------- | --------------- | ----------- | ----------- | ----------- | ----------- | ----------- | ------------------------------------ | ------------------------ |
| 8                | Federica Nargi e Luca Favilla            | Quickstep       | 10          | 10          | 10          | 10          | 10          | +30 (prova speciale) +25 (tesoretto) | 105                      |
| 7                | Federica Pellegrini e Angelo Madonia     | Tango argentino | 10          | 10          | 9           | 9           | 10          | +20 (prova speciale) +25 (tesoretto) | 93                       |
| 5                | Luca Barbareschi e Alessandra Tripoli    | Tango argentino | 10          | 10          | 10          | 8           | 10          | +10 (prova speciale)                 | 58                       |
| 4                | Anna Lou Castoldi e Nikita Perotti       | Paso doble      | 10          | 9           | 9           | 9           | 10          | -                                    | 47                       |
| 6                | Bianca Guaccero e Giovanni Pernice       | Boogie          | 10          | 10          | 10          | 9           | 7           | -                                    | 46                       |
| 1                | Massimiliano Ossini e Veera Kinnunen     | Foxtrot         | 8           | 8           | 9           | 8           | 10          | -                                    | 43                       |
| 2                | Tommaso Marini e Sophia Berto            | Cha cha         | 8           | 8           | 8           | 7           | 10          | -                                    | 41                       |
| 3                | Francesco Paolantoni e Anastasia Kuzmina | Tango argentino | 6           | 7           | 6           | 5           | 7           | -                                    | 31                       |

#### Spareggio
Si svolge lo spareggio tra le tre coppie ultime in classifica (voto giuria + votazioni del pubblico tramite i social). La due coppie meno votate saranno eliminate provvisoriamente e andranno al ripescaggio che si svolgerà nella prossima puntata. 
| Ordine di uscita | Concorrenti                              | Ballo eseguito | Voto del pubblico | Esito                      |
| ---------------- | ---------------------------------------- | -------------- | ----------------- | -------------------------- |
| 1                | Massimiliano Ossini e Veera Kinnunen     | Boogie         | 30%               | Eliminati provvisoriamente |
| 2                | Tommaso Marini e Sophia Berto            | Bachata        | 46%               | Salvi                      |
| 3                | Francesco Paolantoni e Anastasia Kuzmina | Merengue       | 24%               | Eliminati provvisoriamente |

### Decima puntata -Prima semifinale e ripescaggio
- Data: 30 novembre 2024
- Ospiti: Pierfrancesco Favino, Nicoletta Manni e Timofej Andrijashenko
- Ballerini per una notte: Dea Lanzaro e Antonio Guerra, Amanda Lear
- Note: A seguito di divergenze con la produzione, il ballerino Angelo Madonia viene escluso dalla competizione.[2] Dunque alla concorrente Federica Pellegrini è stato assegnato come nuovo maestro Samuel Peron.[3] Tuttavia, quest'ultimo è costretto a ritirarsi prima ancora di entrare in gara a causa di un infortunio avvenuto il giorno prima della puntata, venendo quindi sostituito a sua volta da Pasquale La Rocca a seguito del ritiro definitivo di Nina Zilli.[4]

#### Prima manche - Ripescaggio
I concorrenti eliminati nelle precedenti puntate si sfidano per cercare di rientrare in gara. Le due coppie prime in classifica (voto giuria + votazioni del pubblico tramite i social) accederanno allo spareggio finale, le altre sono eliminate definitivamente.
Legenda:
     La coppia accede allo spareggio finale
     La coppia è definitivamente eliminata
| Ordine di uscita | Concorrenti                              | Ballo eseguito | Voto Giuria | Voto Giuria | Voto Giuria | Voto Giuria | Voto Giuria | Punti bonus/malus | Totale punteggio tecnico |
| Ordine di uscita | Concorrenti                              | Ballo eseguito | Zazzaroni   | Canino      | Smith       | Lucarelli   | Mariotto    | Punti bonus/malus | Totale punteggio tecnico |
| ---------------- | ---------------------------------------- | -------------- | ----------- | ----------- | ----------- | ----------- | ----------- | ----------------- | ------------------------ |
| 6                | Massimiliano Ossini e Veera Kinnunen     | Charleston     | 8           | 8           | 10          | 10          | 10          | +25 (tesoretto)   | 71                       |
| 4                | Francesco Paolantoni e Anastasia Kuzmina | Showdance      | 6           | 7           | 8           | 6           | 10          | +25 (tesoretto)   | 62                       |
| 2                | Furkan Palalı e Erica Martinelli         | Freestyle      | 6           | 6           | 6           | 6           | 10          | -                 | 34                       |
| 3                | I Cugini di Campagna e Rebecca Gabrielli | Merengue       | 6           | 5           | 6           | 5           | 10          | -                 | 32                       |
| 5                | Sonia Bruganelli e Carlo Valerio Aloia   | Salsa          | 7           | 6           | 7           | 6           | 5           | -                 | 31                       |
| 1                | Alan Friedman e Giada Lini               | Showdance      | 6           | 5           | 7           | 7           | 2           | -                 | 27                       |

#### Seconda manche - Prova speciale
I concorrenti ancora in gara rappresentano con una coreografia su una canzone assegnata un momento che ha segnato un prima e un dopo nella loro vita.
Durante questa manche, il giurato Guillermo Mariotto abbandona lo studio subito dopo la prima esibizione: il voto della giuria si basa quindi su quattro votazioni. La coppia Bianca Guaccero-Giovanni Pernice, essendosi esibita prima dell'uscita del giurato, avrebbe in realtà ottenuto un punteggio di 47 con il voto di Mariotto, che è stato di conseguenza annullato per non creare disparità con gli altri concorrenti esibitisi dopo e votati solo dagli altri quattro giurati.
Legenda:
     La coppia ottiene un bonus di +30 punti per la puntata successiva
| Ordine di uscita | Concorrenti                             | Ballo eseguito | Voto Giuria | Voto Giuria | Voto Giuria | Voto Giuria | Punti bonus/malus | Totale punteggio tecnico |
| Ordine di uscita | Concorrenti                             | Ballo eseguito | Zazzaroni   | Canino      | Smith       | Lucarelli   | Punti bonus/malus | Totale punteggio tecnico |
| ---------------- | --------------------------------------- | -------------- | ----------- | ----------- | ----------- | ----------- | ----------------- | ------------------------ |
| 4                | Federica Pellegrini e Pasquale La Rocca | Paso doble     | 10          | 9           | 9           | 9           | +25 (tesoretto)   | 62                       |
| 6                | Tommaso Marini e Sophia Berto           | Paso doble     | 9           | 10          | 9           | 7           | +25 (tesoretto)   | 60                       |
| 5                | Federica Nargi e Luca Favilla           | Valzer         | 10          | 10          | 10          | 9           | -                 | 39                       |
| 1                | Bianca Guaccero e Giovanni Pernice      | Tango          | 9           | 10          | 10          | 9           | -                 | 38                       |
| 3                | Anna Lou Castoldi e Nikita Perotti      | Valzer         | 9           | 10          | 9           | 8           | -                 | 36                       |
| 2                | Luca Barbareschi e Alessandra Tripoli   | Valzer         | 8           | 9           | 9           | 8           | -                 | 34                       |

#### Spareggio
Si svolge lo spareggio tra le due coppie prime in classifica del ripescaggio (voto giuria + votazioni del pubblico tramite i social). La coppia che vince rientrerà in gara, l'altra verrà eliminata definitivamente.
| Ordine di uscita | Concorrenti                              | Ballo eseguito | Voto del pubblico | Esito                     |
| ---------------- | ---------------------------------------- | -------------- | ----------------- | ------------------------- |
| 1                | Massimiliano Ossini e Veera Kinnunen     | Jive           | 45%               | Eliminati definitivamente |
| 2                | Francesco Paolantoni e Anastasia Kuzmina | Quickstep      | 55%               | Ripescati                 |

### Undicesima puntata -Seconda semifinale
- Data: 14 dicembre 2024
- Ospiti: Bruno Vespa, Alessandro Siani e Leonardo Pieraccioni
- Ballerini per una notte: Francesca Chillemi, Fabio Fognini

#### Prima manche - Prova speciale
I concorrenti, dopo aver ballato qualche secondo con i loro maestri, ballano a sorpresa con un parente o una persona cara; la giuria assegna un bonus di 10 punti alla coppia ritenuta migliore. Durante questa manche, il giurato Guillermo Mariotto non è ancora presente.
| Ordine di uscita | Concorrenti          | Partner a sorpresa   | Punti bonus |
| ---------------- | -------------------- | -------------------- | ----------- |
| 1                | Bianca Guaccero      | la madre Rosaria     | 10          |
| 2                | Luca Barbareschi     | la figlia Maddalea   | 0           |
| 3                | Francesco Paolantoni | la ... Paola         | 0           |
| 4                | Federica Nargi       | il marito Alessandro | 0           |
| 5                | Tommaso Marini       | la madre Anna        | 0           |
| 6                | Anna Lou Castoldi    | l'amica Elisa        | 0           |
| 7                | Federica Pellegrini  | il padre Roberto     | 0           |

#### Seconda manche - Gara di puntata
Legenda:
     La coppia ottiene un bonus di +30 punti per la puntata successiva
     La coppia dovrà affrontare lo spareggio al termine della puntata
| Ordine di uscita | Concorrenti                              | Ballo eseguito | Voto Giuria | Voto Giuria | Voto Giuria | Voto Giuria | Voto Giuria | Punti bonus/malus                    | Totale punteggio tecnico |
| Ordine di uscita | Concorrenti                              | Ballo eseguito | Zazzaroni   | Canino      | Smith       | Lucarelli   | Mariotto    | Punti bonus/malus                    | Totale punteggio tecnico |
| ---------------- | ---------------------------------------- | -------------- | ----------- | ----------- | ----------- | ----------- | ----------- | ------------------------------------ | ------------------------ |
| 3                | Bianca Guaccero e Giovanni Pernice       | Jive           | 10          | 10          | 10          | 10          | 10          | +10 (prova speciale) +90 (tesoretto) | 150                      |
| 6                | Federica Pellegrini e Pasquale La Rocca  | Moderno        | 10          | 10          | 10          | 10          | 10          | +30 (bonus)                          | 80                       |
| 4                | Federica Nargi e Luca Favilla            | Rumba          | 10          | 10          | 10          | 10          | 10          | -                                    | 50                       |
| 5                | Anna Lou Castoldi e Nikita Perotti       | Showdance      | 8           | 10          | 9           | 9           | 10          | -                                    | 46                       |
| 1                | Luca Barbareschi e Alessandra Tripoli    | Showdance      | 8           | 9           | 9           | 8           | 10          | -                                    | 44                       |
| 7                | Tommaso Marini e Sophia Berto            | Showdance      | 7           | 8           | 8           | 6           | 10          | -                                    | 39                       |
| 2                | Francesco Paolantoni e Anastasia Kuzmina | Samba          | 6           | 7           | 7           | 5           | 5           | -                                    | 30                       |

#### Spareggio
Si svolge lo spareggio tra le tre coppie ultime in classifica (voto giuria + votazioni del pubblico tramite i social). Le due coppie meno votate verranno eliminate definitivamente. La coppia Luca Barbareschi-Alessandra Tripoli, una delle due che ha perso lo spareggio, viene però salvata grazie alla "wild card" di Simone Di Pasquale e accede alla puntata successiva con un malus di -20 punti.
| Ordine di uscita | Concorrenti                              | Ballo eseguito | Voto del pubblico | Esito                                                                            |
| ---------------- | ---------------------------------------- | -------------- | ----------------- | -------------------------------------------------------------------------------- |
| 1                | Luca Barbareschi e Alessandra Tripoli    | Charleston     | 21%               | Eliminati definitivamente, salvati grazie alla "wild card" di Simone Di Pasquale |
| 2                | Tommaso Marini e Sophia Berto            | Charleston     | 44%               | Salvi                                                                            |
| 3                | Francesco Paolantoni e Anastasia Kuzmina | Showdance      | 35%               | Eliminati definitivamente                                                        |

### Dodicesima puntata -Finale
- Data: 21 dicembre 2024
- Ospiti: Negramaro, Nek, Lillo, Vira Carbone, Fiorella Mannoia, Gigi Buffon
- Note: Durante questa puntata, il giurato Guillermo Mariotto non è presente in quanto infortunato.[7]

#### Prima manche - Gara di puntata
Legenda:
     La coppia più votata dai social ottiene un bonus di +10 punti
| Ordine di uscita | Concorrenti                             | Ballo eseguito  | Voto Giuria | Voto Giuria | Voto Giuria | Voto Giuria | Punti bonus/malus              | Totale punteggio tecnico |
| Ordine di uscita | Concorrenti                             | Ballo eseguito  | Zazzaroni   | Canino      | Smith       | Lucarelli   | Punti bonus/malus              | Totale punteggio tecnico |
| ---------------- | --------------------------------------- | --------------- | ----------- | ----------- | ----------- | ----------- | ------------------------------ | ------------------------ |
| 1                | Bianca Guaccero e Giovanni Pernice      | Tango argentino | 10          | 10          | 10          | 10          | +30 (bonus) +10 (bonus social) | 80                       |
| 4                | Federica Nargi e Luca Favilla           | Paso doble      | 10          | 10          | 10          | 10          | -                              | 40                       |
| 6                | Federica Pellegrini e Pasquale La Rocca | Quickstep       | 10          | 10          | 9           | 10          | -                              | 39                       |
| 3                | Anna Lou Castoldi e Nikita Perotti      | Valzer          | 9           | 9           | 9           | 9           | -                              | 36                       |
| 5                | Tommaso Marini e Sophia Berto           | Valzer          | 9           | 9           | 9           | 8           | -                              | 35                       |
| 2                | Luca Barbareschi e Alessandra Tripoli   | Paso doble      | 7           | 8           | 8           | 8           | -20 (wild card)                | 11                       |

#### Classifica tecnica generale
Al termine della prima manche viene stilata una classifica tecnica generale determinata dalla somma del totale del punteggio tecnico ottenuto da ciascuna coppia in tutte le puntate (compresi i tesoretti, i punti bonus ed i punteggi delle prove speciali) e sulla base della posizione di ogni concorrente in tale classifica verranno formate le sfide nella manche successiva.
| Classifica | Concorrenti                             | Totale punteggio tecnico |
| ---------- | --------------------------------------- | ------------------------ |
| 1          | Bianca Guaccero e Giovanni Pernice      | 827                      |
| 2          | Federica Nargi e Luca Favilla           | 671                      |
| 3          | Federica Pellegrini e Pasquale La Rocca | 628                      |
| 4          | Luca Barbareschi e Alessandra Tripoli   | 582                      |
| 5          | Anna Lou Castoldi e Nikita Perotti      | 576                      |
| 6          | Tommaso Marini e Sophia Berto           | 492                      |

#### Seconda manche - Sfide
Le sei coppie in gara si esibiscono con i loro cavalli di battaglia in tre sfide ad eliminazione diretta; le tre coppie che ottengono il punteggio più basso (preferenza della giuria + voto del pubblico) vengono eliminate e si classificano al quarto posto a pari merito nella classifica finale mentre le tre vincenti accedono alla finale a tre. In base alla classifica tecnica generale sopra riportata, le sfide vengono così composte: la coppia prima in classifica si scontra con la sesta, la seconda con la quinta e la terza con la quarta. 
| Ordine di uscita | Concorrenti                             | Ballo Cavallo di battaglia | Preferenza Giuria | Preferenza Giuria | Preferenza Giuria | Preferenza Giuria | Esito sfida per la Giuria | Esito Giuria + Voto del pubblico | Risultato                  |
| Ordine di uscita | Concorrenti                             | Ballo Cavallo di battaglia | Zazzaroni         | Canino            | Smith             | Lucarelli         | Esito sfida per la Giuria | Esito Giuria + Voto del pubblico | Risultato                  |
| ---------------- | --------------------------------------- | -------------------------- | ----------------- | ----------------- | ----------------- | ----------------- | ------------------------- | -------------------------------- | -------------------------- |
| 1                | Bianca Guaccero e Giovanni Pernice      | Charleston                 |                   |                   |                   |                   | 3                         | 80%                              | Accedono alla finale a tre |
| 2                | Tommaso Marini e Sophia Berto           | Charleston                 |                   |                   |                   |                   | 1                         | 20%                              | Quarti classificati        |
|                  |                                         |                            |                   |                   |                   |                   |                           |                                  |                            |
| 3                | Federica Nargi e Luca Favilla           | Charleston                 |                   |                   |                   |                   | 2                         | 56%                              | Accedono alla finale a tre |
| 4                | Anna Lou Castoldi e Nikita Perotti      | Moderno                    |                   |                   |                   |                   | 2                         | 44%                              | Quarti classificati        |
|                  |                                         |                            |                   |                   |                   |                   |                           |                                  |                            |
| 5                | Federica Pellegrini e Pasquale La Rocca | Tango argentino            |                   |                   |                   |                   | 4                         | 75%                              | Accedono alla finale a tre |
| 6                | Luca Barbareschi e Alessandra Tripoli   | Rumba                      |                   |                   |                   |                   | 0                         | 25%                              | Quarti classificati        |

#### Terza manche - Finale a tre
Le tre coppie rimaste in gara si sfidano esibendosi con un secondo cavallo di battaglia; la coppia che ottiene il punteggio più basso viene eliminata e si classifica al terzo posto nella classifica finale mentre le altre due accedono al ring finale. Al voto del pubblico viene aggiunto, tramite scrutinio segreto, quello dei giurati, dell'opinionista e dei tribuni.
| Ordine di uscita | Concorrenti                             | Ballo Cavallo di battaglia | Voto Giuria + Tribuni + Opinionista | Voto Giuria + Tribuni + Opinionista | Voto Giuria + Tribuni + Opinionista | Voto Giuria + Tribuni + Opinionista | Voto Giuria + Tribuni + Opinionista | Voto Giuria + Tribuni + Opinionista | Voto Giuria + Tribuni + Opinionista | Voto Giuria + Tribuni + Opinionista | Totale punteggio tecnico | Esito                   |
| Ordine di uscita | Concorrenti                             | Ballo Cavallo di battaglia | Zazzaroni                           | Canino                              | Smith                               | Lucarelli                           | Matano                              | Erra                                | Di Vaira                            | Di Pasquale                         | Totale punteggio tecnico | Esito                   |
| ---------------- | --------------------------------------- | -------------------------- | ----------------------------------- | ----------------------------------- | ----------------------------------- | ----------------------------------- | ----------------------------------- | ----------------------------------- | ----------------------------------- | ----------------------------------- | ------------------------ | ----------------------- |
| 1                | Bianca Guaccero e Giovanni Pernice      | Jive                       | 10                                  | 10                                  | 10                                  | 10                                  | -                                   | 5                                   | -                                   | 5                                   | 50                       | Accedono al ring finale |
| 3                | Federica Pellegrini e Pasquale La Rocca | Moderno                    | 10                                  | 3                                   | 10                                  | 10                                  | 5                                   | -                                   | 5                                   | -                                   | 43                       | Accedono al ring finale |
| 2                | Federica Nargi e Luca Favilla           | Samba                      | 10                                  | 6                                   | 10                                  | 0                                   | -                                   | -                                   | -                                   | -                                   | 26                       | Terzi classificati      |

#### Ring finale
Le due coppie rimaste in gara si sfidano per contendersi il primo posto, ballando quattro stili diversi sorteggiati sul momento. Al voto del pubblico viene aggiunto, tramite scrutinio segreto, quello dei giurati, dell'opinionista e dei tribuni.
| Ordine di uscita | Concorrenti                             | Stili di danza | Stili di danza | Stili di danza | Stili di danza | Voto Giuria + Tribuni + Opinionista | Voto Giuria + Tribuni + Opinionista | Voto Giuria + Tribuni + Opinionista | Voto Giuria + Tribuni + Opinionista | Voto Giuria + Tribuni + Opinionista | Voto Giuria + Tribuni + Opinionista | Voto Giuria + Tribuni + Opinionista | Voto Giuria + Tribuni + Opinionista | Totale punteggio tecnico | Punteggio totale | Esito                |
| Ordine di uscita | Concorrenti                             | Stili di danza | Stili di danza | Stili di danza | Stili di danza | Zazzaroni                           | Canino                              | Smith                               | Lucarelli                           | Matano                              | Erra                                | Di Pasquale                         | Di Vaira                            | Totale punteggio tecnico | Punteggio totale | Esito                |
| ---------------- | --------------------------------------- | -------------- | -------------- | -------------- | -------------- | ----------------------------------- | ----------------------------------- | ----------------------------------- | ----------------------------------- | ----------------------------------- | ----------------------------------- | ----------------------------------- | ----------------------------------- | ------------------------ | ---------------- | -------------------- |
| 1                | Bianca Guaccero e Giovanni Pernice      | Salsa          | Quickstep      | Moderno        | Paso doble     | 1000                                | 1000                                | 2000                                | 1000                                |                                     | 1000                                | 1000                                | 1000                                | 8000                     | 61%              | Vincitori            |
| 2                | Federica Pellegrini e Pasquale La Rocca | Salsa          | Charleston     | Slowfox        | Paso doble     |                                     |                                     |                                     |                                     | 1000                                |                                     |                                     |                                     | 1000                     | 39%              | Secondi classificati |

#### Altri premi consegnati
- Premio speciale della Giuria: Bianca Guaccero e Giovanni Pernice, Federica Nargi e Luca Favilla (ex aequo).
- Premio "Paolo Rossi" per l'esibizione più emozionante: Federica Pellegrini e Pasquale La Rocca, Luca Barbareschi e Alessandra Tripoli (ex aequo).
- Premio "Aiello" per il maggior numero di spareggi disputati: Sonia Bruganelli e Carlo Aloia.

## Ballerini per una notte
| Puntata                        | Ospite                                                                                 | Attività                                   | Ballerino/i                                      | Ballo             | Tesoretto | Tesoretto | Tesoretto                                           |
| Puntata                        | Ospite                                                                                 | Attività                                   | Ballerino/i                                      | Ballo             | Punteggio | Punteggio | Assegnatari                                         |
| ------------------------------ | -------------------------------------------------------------------------------------- | ------------------------------------------ | ------------------------------------------------ | ----------------- | --------- | --------- | --------------------------------------------------- |
| 1                              | Giuliana Chiara Filippi                                                                | Atleta                                     | Moreno Porcu                                     | Esibizione        | 50        | 60        | 30 punti a Federica Pellegrini e Angelo Madonia     |
| 1                              | Myriam Sylla, Alessia Orro, Marina Lubian, Monica De Gennaro, Sarah Fahr e Anna Danesi | Pallavoliste                               | Samuel Santarelli, Simone Iannuzzi               | Merengue          | 10        | 60        | 30 punti a Luca Barbareschi e Alessandra Tripoli    |
| 2                              | Barbara D'Urso                                                                         | Conduttrice televisiva e attrice           | Giovanni Scandiffio                              | Bachata e Salsa   | 49        | 49        | 25 punti a Nina Zilli e Pasquale La Rocca           |
| 2                              | Barbara D'Urso                                                                         | Conduttrice televisiva e attrice           | Giovanni Scandiffio                              | Bachata e Salsa   | 49        | 49        | 24 punti a Anna Lou Castoldi e Nikita Perotti       |
| 3                              | Benedetta Parodi e Fabio Caressa                                                       | Giornalisti e conduttori televisivi        | Maria Ermachkova, Samuel Santarelli              | Samba e Tango     | 50        | 50        | 25 punti a Luca Barbareschi e Alessandra Tripoli    |
| 3                              | Benedetta Parodi e Fabio Caressa                                                       | Giornalisti e conduttori televisivi        | Maria Ermachkova, Samuel Santarelli              | Samba e Tango     | 50        | 50        | 25 punti a Bianca Guaccero e Giovanni Pernice       |
| 4                              | Raoul Bova                                                                             | Attore                                     | Maria Ermachkova                                 | Moderno           | 50        | 50        | 25 punti a Nina Zilli e Pasquale La Rocca           |
| 4                              | Raoul Bova                                                                             | Attore                                     | Maria Ermachkova                                 | Moderno           | 50        | 50        | 25 punti a Alan Friedman e Giada Lini               |
| 5                              | Elena Sofia Ricci                                                                      | Attrice                                    | Moreno Porcu                                     | Freestyle         | 50        | 50        | 25 punti a Federica Nargi e Luca Favilla            |
| 5                              | Elena Sofia Ricci                                                                      | Attrice                                    | Moreno Porcu                                     | Freestyle         | 50        | 50        | 25 punti a Anna Lou Castoldi e Nikita Perotti       |
| 6                              | Edwige Fenech                                                                          | Attrice                                    | Simone Iannuzzi                                  | Valzer            | 50        | 50        | 25 punti a Massimiliano Ossini e Veera Kinnunen     |
| 6                              | Edwige Fenech                                                                          | Attrice                                    | Simone Iannuzzi                                  | Valzer            | 50        | 50        | 25 punti a Bianca Guaccero e Giovanni Pernice       |
| 7                              | Simona Ventura e Giovanni Terzi                                                        | Conduttrice televisiva e giornalista       | Pasquale La Rocca, Giada Lini                    | Slowfox e Cha cha | 50        | 50        | 25 punti a Bianca Guaccero e Giovanni Pernice       |
| 7                              | Simona Ventura e Giovanni Terzi                                                        | Conduttrice televisiva e giornalista       | Pasquale La Rocca, Giada Lini                    | Slowfox e Cha cha | 50        | 50        | 25 punti a Federica Nargi e Luca Favilla            |
| 8                              | Massimiliano Gallo                                                                     | Attore e regista                           | Rebecca Gabrielli                                | Charleston        | 10        | 60        | 30 punti a Luca Barbareschi e Alessandra Tripoli    |
| 8                              | Elettra Lamborghini                                                                    | Cantante e conduttrice                     | Moreno Porcu                                     | Salsa e Bachata   | 50        | 60        | 30 punti a Federica Pellegrini e Angelo Madonia     |
| 9                              | Alberto Matano                                                                         | Giornalista e conduttore televisivo        | Pasquale La Rocca, Giada Lini                    | Paso doble        | 50        | 50        | 25 punti a Federica Nargi e Luca Favilla            |
| 9                              | Alberto Matano                                                                         | Giornalista e conduttore televisivo        | Pasquale La Rocca, Giada Lini                    | Paso doble        | 50        | 50        | 25 punti a Federica Pellegrini e Angelo Madonia     |
| Prima semifinale e ripescaggio | Dea Lanzaro e Antonio Guerra                                                           | Attori                                     | Sarah Mensah, Gabriele Perchinunno               | Jive              | 50        | 50        | 25 punti a Massimiliano Ossini e Veera Kinnunen     |
| Prima semifinale e ripescaggio | Dea Lanzaro e Antonio Guerra                                                           | Attori                                     | Sarah Mensah, Gabriele Perchinunno               | Jive              | 50        | 50        | 25 punti a Francesco Paolantoni e Anastasia Kuzmina |
| Prima semifinale e ripescaggio | Amanda Lear                                                                            | Cantante, personaggio televisivo e modella | Simone Iannuzzi, Filippo Zara, Samuel Santarelli | Samba             | 50        | 50        | 25 punti a Federica Pellegrini e Pasquale La Rocca  |
| Prima semifinale e ripescaggio | Amanda Lear                                                                            | Cantante, personaggio televisivo e modella | Simone Iannuzzi, Filippo Zara, Samuel Santarelli | Samba             | 50        | 50        | 25 punti a Tommaso Marini e Sophia Berto            |
| Seconda semifinale             | Francesca Chillemi                                                                     | Attrice                                    | Moreno Porcu                                     | Tango             | 40        | 90        | Bianca Guaccero e Giovanni Pernice                  |
| Seconda semifinale             | Fabio Fognini                                                                          | Tennista                                   | Giada Lini                                       | Jive              | 50        | 90        | Bianca Guaccero e Giovanni Pernice                  |

## Ascolti
| Puntata                        | Messa in onda     | Ballando... Tutti in pista | Ballando... Tutti in pista | Ballando con le stelle | Ballando con le stelle | Fonte  | Totale puntata | Totale puntata |
| Puntata                        | Messa in onda     | Telespettatori             | Share                      | Telespettatori         | Share                  | Fonte  | Telespettatori | Share          |
| ------------------------------ | ----------------- | -------------------------- | -------------------------- | ---------------------- | ---------------------- | ------ | -------------- | -------------- |
| 1                              | 28 settembre 2024 | 4 023 000                  | 23,10%                     | 3 300 000              | 25,60%                 | [ 9 ]  | 3 390 000      | 25,29%         |
| 2                              | 5 ottobre 2024    | 3 799 000                  | 21,50%                     | 3 221 000              | 24,40%                 | [ 10 ] | 3 293 000      | 24,04%         |
| 3                              | 12 ottobre 2024   | 3 950 000                  | 22,40%                     | 3 419 000              | 25,90%                 | [ 11 ] | 3 485 000      | 25,46%         |
| 4                              | 19 ottobre 2024   | 3 951 000                  | 20,70%                     | 3 279 000              | 22,80%                 | [ 12 ] | 3 363 000      | 22,54%         |
| 5                              | 26 ottobre 2024   | 3 809 000                  | 21,30%                     | 3 471 000              | 24,40%                 | [ 13 ] | 3 513 000      | 24,01%         |
| 6                              | 2 novembre 2024   | 3 834 000                  | 21,30%                     | 3 390 000              | 25,90%                 | [ 14 ] | 3 446 000      | 25,33%         |
| 7                              | 9 novembre 2024   | 3 806 000                  | 20,76%                     | 3 359 000              | 24,36%                 | [ 15 ] | 3 415 000      | 23,91%         |
| 8                              | 16 novembre 2024  | 3 689 000                  | 19,40%                     | 3 393 000              | 24,80%                 | [ 16 ] | 3 430 000      | 24,13%         |
| 9                              | 23 novembre 2024  | 3 900 000                  | 21,60%                     | 3 446 000              | 26,80%                 | [ 17 ] | 3 503 000      | 26,15%         |
| Prima semifinale e ripescaggio | 30 novembre 2024  | 4 410 000                  | 23,60%                     | 3 734 000              | 29,00%                 | [ 18 ] | 3 819 000      | 28,33%         |
| Seconda semifinale             | 14 dicembre 2024  | 4 204 000                  | 23,60%                     | 3 666 000              | 29,10%                 | [ 19 ] | 3 733 000      | 28,41%         |
| Finale                         | 21 dicembre 2024  | 4 381 000                  | 24,40%                     | 4 147 000              | 34,10%                 | [ 20 ] | 4 176 000      | 32,89%         |
| Media                          | Media             | 3 980 000                  | 21,97%                     | 3 485 000              | 26,43%                 |        | 3 547 000      | 25,87%         |

### Annotazioni
1. ↑  Figlia di Asia Argento e Morgan.
2. ↑  Ex moglie di Paolo Bonolis.
3. ↑  Assente durante la seconda manche della decima puntata, durante la prima manche dell'undicesima puntata e nella dodicesima puntata.
4. ↑  Puntate 1-9, poi espulso
5. ↑  Puntata 10, ritirato per infortunio
6. ↑  Puntate 10-12
7. 1 2 3 4 5   Lo spareggio della puntata viene svolto all'inizio di quella successiva.
8. ↑  Anteprima in onda dalle 20:45 alle 21:15 circa.

### Fonti
1. ↑   I concorrenti di Ballando con le stelle 2024: i nomi nel cast, su Spettacolo Fanpage, 28 settembre 2024. URL consultato il 28 settembre 2024.
2. 1 2 3   Angelo Madonia fuori da Ballando con le stelle 2024, la Rai: “Divergenze professionali”, su Spettacolo Fanpage, 25 novembre 2024. URL consultato il 25 novembre 2024.
3. 1 2 3   Samuel Peron al posto di Angelo Madonia, il ritorno a Ballando con le stelle come nuovo maestro di Federica Pellegrini, su Spettacolo Fanpage, 26 novembre 2024. URL consultato il 26 novembre 2024.
4. 1 2 3   Pasquale La Rocca balla con Federica Pellegrini e piange per Nina Zilli: “Interrompere il percorso con lei mi addolora”, su Spettacolo Fanpage, 1º dicembre 2024. URL consultato il 1º dicembre 2024.
5. ↑   ‘Ballando con le stelle’, Pellegrini in coppia con La Rocca. Mariotto lascia la giuria, su la Repubblica, 1º dicembre 2024. URL consultato il 2 dicembre 2024.
6. ↑   Ballando con le stelle, torna Mariotto. Ecco le sei coppie finaliste, su la Repubblica, 15 dicembre 2024. URL consultato il 22 dicembre 2024.
7. ↑   Mariotto assente alla finale di Ballando con le stelle: “Infortunato”, su la Repubblica, 21 dicembre 2024. URL consultato il 22 dicembre 2024.
8. 1 2  Esito delle votazioni pubblicato su rai.it
9. ↑   Ascolti TV | Sabato 28 Settembre 2024, su DavideMaggio.it. URL consultato il 29 settembre 2024.
10. ↑   Ascolti TV | Sabato 5 Ottobre 2024, su DavideMaggio.it. URL consultato il 6 ottobre 2024.
11. ↑   Ascolti TV | Sabato 12 Ottobre 2024, su DavideMaggio.it. URL consultato il 13 ottobre 2024.
12. ↑   Ascolti TV | Sabato 19 Ottobre 2024, su DavideMaggio.it. URL consultato il 20 ottobre 2024.
13. ↑   Ascolti TV | Sabato 26 Ottobre 2024, su DavideMaggio.it. URL consultato il 27 ottobre 2024.
14. ↑   Ascolti TV | Sabato 2 Novembre 2024, su DavideMaggio.it. URL consultato il 3 novembre 2024.
15. ↑   Ascolti TV | Sabato 9 Novembre 2024, su DavideMaggio.it. URL consultato il 10 novembre 2024.
16. ↑   Ascolti TV | Sabato 16 Novembre 2024, su DavideMaggio.it. URL consultato il 17 novembre 2024.
17. ↑   Ascolti TV | Sabato 23 Novembre 2024, su DavideMaggio.it. URL consultato il 24 novembre 2024.
18. ↑   Ascolti TV | Sabato 30 Novembre 2024, su DavideMaggio.it. URL consultato il 1º dicembre 2024.
19. ↑   Ascolti TV | Sabato 14 Dicembre 2024, su DavideMaggio.it. URL consultato il 15 dicembre 2024.
20. ↑   Ascolti TV | Sabato 21 Dicembre 2024, su DavideMaggio.it. URL consultato il 22 dicembre 2024.